# La famiglia di Pascual Duarte
La famiglia di Pascual Duarte (titolo originale La familia de Pascual Duarte) è un romanzo dello scrittore spagnolo premio Nobel per la letteratura Camilo José Cela, pubblicato nel 1942, in Italia nel 1960 da Einaudi. Il libro è l'autobiografia fittizia di un personaggio perseguitato dalla sfortuna, che scrive le sue memorie dal carcere, in attesa della condanna.
Dal libro nel 1975 fu realizzata una trasposizione cinematografica dal titolo Pascual Duarte, con la regia di Ricardo Franco. Il film nel 1976 partecipò al 29º Festival internazionale del cinema di Cannes, vincendo il Prix d'interprétation masculine.

## Trama
Il racconto viene introdotto da una lettera dell'autore, che si dichiara non essere tale, ed avere solo raccolto e leggermente modificato un manoscritto da lui ritrovato in circostanze fortuite. Segue una lettera di spiegazione da parte del protagonista sul perché di queste memorie, in cui chiede perdono per i suoi delitti. Inizia quindi la narrazione, partendo dalla propria infanzia, caratterizzata dalla povertà e dai frequenti scontri familiari, in un piccolo borgo nella provincia dell'Estremadura. Una vita misera, passata a scansare le botte paterne, in una casa che sembrava attirarsi tutte le sventure. A farne maggiormente le spese è il povero Mario, fratello minore del protagonista, nato privo del bene della ragione, e perseguitato dalle disgrazie per tutta la sua breve vita. La sua morte sembra portare almeno una conseguenza positiva, l'amore tra Pascual e la bella Lola, che rimane incinta, fatto che li spinge al matrimonio. Ed invece la cattiva sorte ha appena iniziato a colpire, la prima gravidanza termina con un aborto, ed il figlio successivo muore prima di compiere un anno di vita. Sopraffatto da tanta sventura, e dall'odio che sente montare dentro, il protagonista decide allora di fuggire, spingendosi fino alla costa, dove però si vedrà impossibilitato a compiere il salto verso il nuovo mondo, per mancanza di mezzi. E dopo due anni spesi nel tentativo inutile di rifarsi una vita, Pascual fa ritorno a casa, trovando la moglie che aspetta un figlio non suo, scoprendone il responsabile, con cui già in passato aveva avuto motivo di contrasto. Le conseguenze della confessione porteranno il protagonista al delitto ed al carcere, da cui uscirà dopo tre anni, trovando a casa una situazione inaspettata. Ne nasce un nuovo matrimonio, inizialmente felice, ma in breve tempo avvelenato dalla presenza della madre di Pascual. A cui l'odio trova una soluzione con l'unico sistema possibile: il coltello. Il libro si chiude con una comunicazione dell'autore sulla sua ricerca riguardo al destino finale di Pascual, che riporta il testo delle lettere ricevute da due persone che avevano assistito all'epilogo della sua storia terrena: il cappellano del carcere, ed una guardia che aveva seguito il condannato negli ultimi giorni, prima dell'esecuzione, subita in maniera poco dignitosa.

## Edizioni
- Camilo José Cela, La famiglia di Pascual Duarte, traduzione di Salvatore Battaglia, Einaudi, 2004  [1942], ISBN 88-06-17192-5.
- Camilo José Cela, La famiglia di Pascual Duarte, traduzione di Salvatore Battaglia, Utopia Editore, 2020 [1942], ISBN 979-12-80084-02-6